# Mimopydna
Mimopydna is een geslacht van vlinders van de familie tandvlinders (Notodontidae).

## Soorten
- M. albidostriata Bryk, 1950
- M. anaemica Kiriakoff, 1962
- M. divisa Moore, 1879
- M. elwesi Gaede, 1930
- M. essa Swinhoe, 1896
- M. insignis Leech, 1898
- M. pallida Butler, 1877
- M. sikkima Moore, 1879